# Угорська рапсодія № 2
Уго́рська рапсо́дія № 2 до-дієз мінор (cis-moll) — друга та найвідоміша рапсодія з циклу «Угорських рапсодій» композитора Ференца Ліста.

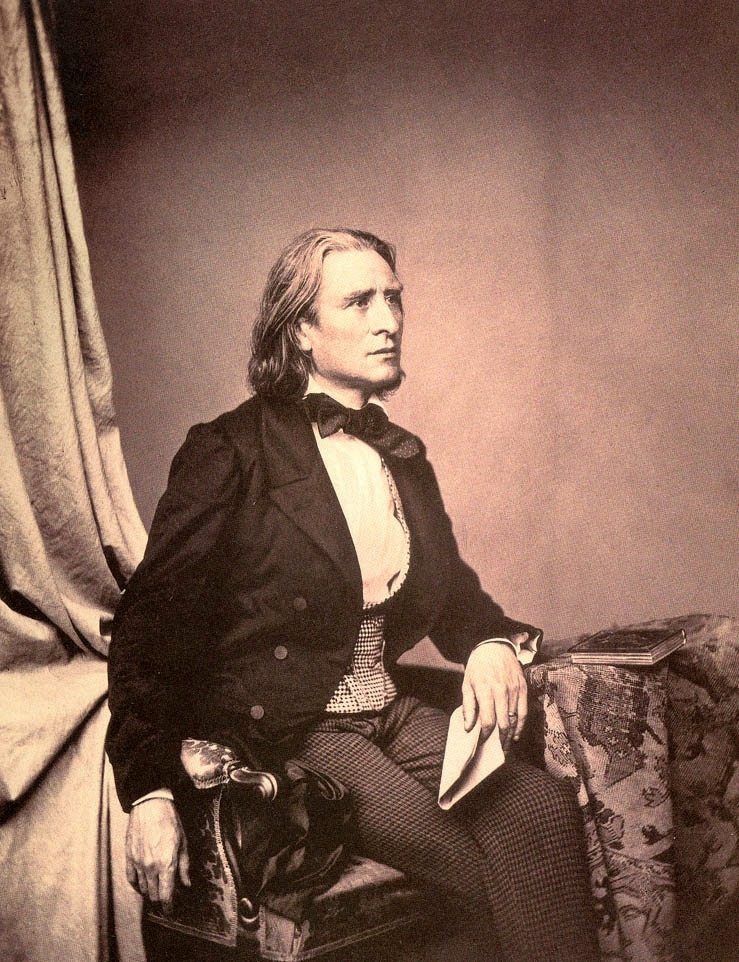
Ференц Ліст.

Написана у 1847 році та присвячена угорському політику графу Ласло Телекі. Вперше опублікована у формі фортепіанного соло в 1851 році. Оркестрова версія створена у співпраці з Францем Доплером у 1857—1860 та в 1874 році. Тоді ж Ліст написав аранжування для фортепіанного дуету; воно було опубліковане через рік.

## Походження композиції
Назва рапсодії може ввести слухача в оману, оскільки щонайменше вступна тема спирається швидше на румунський фольклор, ніж на угорський. В інших темах твору також відчувається певний вплив німецького композитора та музикознавця Альфреда Генріха Ерліха, одного з перших у світі збирачів румунського музичного фольклору. Так само, як і в інших творах Ліста, у рапсодії присутній вплив циганського звукоряду.

Ноти Угорської рапсодії № 2.

## Форма
Твір складається з двох виражених елементів, відповідних структурі чардаша. Перша, повільна частина, лашу (угор. lassan), починається зі вступу в до-дієз мажор, але швидко переходить в основну тональність до-дієз мінор. Загальний настрій лашу — загалом сумно-ліричний. Друга, швидка частина (фріш), починається акордами фа-дієз мажору, але з домінантою до-дієз мінор, що перегукується з основною темою лашу. Щоразу при наближенні фа-дієз мажорної теми фріша темп твору збільшується, а фактура твору ускладнюється.

## У масовій культурі
Різні частини твору (насамперед, фріш) часто використовуються у кінематографі, особливо у мультфільмах. Найвідомішим прикладом прийнято вважати фортепіанне виконання Тома в оскароносному 29-му епізоді серії мультиплікаційних короткометражок «Том і Джеррі» «Котячий концерт» (The Cat Concerto, 1946); цей епізод зайняв 42 місце у списку 50 найбільших мультфільмів у світі. Роком раніше вийшов черговий мультфільм для Багза Банні, «The Rabbit Rhapsody», де він виступає виконавцем. Вперше елементи рапсодії були використані в мультиплікації ще 1929 року («The Opry House», «Сільська опера», виконання Міккі Мауса). У 1931 році вийшов епізод серії Krazy Kat «Bars and Stripes», а в 1937 році — «A Car-Tune Portrait», де була представлена оркестрова версія рапсодії.
У 1968 Віктор Борге і Шаан Арцруні зіграли дуетом «в чотири руки» жартівливу фортепіанну версію Угорської рапсодії № 2; цей виступ вважається класикою музичного гумору. У радянському кінематографі рапсодія вперше виконується в музичній кінокомедії «Веселі хлопці» (режисер Григорій Олександров, 1934 року; сцена в мюзик-холі. Також твір представлено в радянській комедії Одеської кіностудії 1969 року «13 доручень» (режисер Вад) — «Кінь Юлій та великі стрибки» (2020 рік, десятий мультфільм із циклу пригод «Трьох богатирів»). Рапсодія прозвучала в комп'ютерній грі Muppet Monster Adventure (2000).